# Slaget om Monte Castello
Slaget om Monte Castello blev udkæmpet i slutningen af 1944 og starten af 1945 mellem Brasilien og Tyskland. Brasilien gik ind i 2. verdenskrig efter flere handelsskibe var blevet sænket af tyske Ubåde. Brasilianerne var sejrriges. 